# Anastasía Rodiónova
Anastasía Ivánovna Rodiónova (en ruso: Анастасия Ивановна Родионова; Tambov, Rusia, 12 de mayo de 1982) es una tenista profesional rusa nacionalizada australiana.
Rodiónova fue finalista de torneo de Wimbledon de 2003 en categoría de dobles mixtos junto al israelí Andy Ram.
A partir del Abierto de Australia de 2008 participó representando a Australia.
En 2017 llegó a la 3.ª ronda del Torneo de Charleston y perdió frente a Caroline Wozniacki por 6-3 y 6-3.

## Títulos WTA (11; 0+11)

### Dobles (11)
| Leyenda: Antes de 2009     | Leyenda: A partir de 2009 |
| -------------------------- | ------------------------- |
| Grand Slam (0)             |                           |
| WTA Tour Championships (0) |                           |
| Tier I (0)                 | Premier Mandatory (0)     |
| Tier II (0)                | Premier 5 (0)             |
| Tier III (1)               | Premier (3)               |
| Tier IV & V (1)            | International (6)         |

| N.º | Fecha                    | Torneo           | Superficie    | Compañera           | Oponentes en la final                  | Resultado           |
| 1.  | 6 de noviembre de 2005   | Quebéc City      | Dura          | Yelena Vesniná      | Liga Dekmeijere Ashley Harkleroad      | 6-7(4), 6-4, 6-2    |
| 2.  | 6 de mayo de 2007        | Estoril          | Tierra batida | Andreea Ehritt-Vanc | Lourdes Domínguez Arantxa Parra        | 6-3, 6–2            |
| 3.  | 19 de junio de 2010      | 's-Hertogenbosch | Hierba        | Ala Kudriávtseva    | Vania King Yaroslava Shvédova          | 3-6, 6-3, 10–6      |
| 4.  | 12 de febrero de 2012    | Pattaya City     | Dura          | Sania Mirza         | Chan Yung-jan Chan Hao-ching           | 3-6, 6-1, [10-8]    |
| 5.  | 5 de enero de 2013       | Auckland         | Dura          | Cara Black          | Julia Görges Yaroslava Shvédova        | 6-2 2-6 [10-5]      |
| 6.  | 15 de septiembre de 2013 | Quebéc City      | Dura (i)      | Ala Kudriávtseva    | Svetlana Kuznetsova Samantha Stosur    | 6-4, 6-3            |
| 7.  | 4 de enero de 2014       | Brisbane         | Dura          | Ala Kudriávtseva    | Kristina Mladenovic Galina Voskobóyeva | 6-3, 6-1            |
| 8.  | 22 de febrero de 2014    | Dubái            | Dura          | Ala Kudriávtseva    | Raquel Kops-Jones Abigail Spears       | 6-2, 5-7, [10-8]    |
| 9.  | 12 de octubre de 2014    | Tianjin          | Dura          | Ala Kudriávtseva    | Sorana Cîrstea Andreja Klepač          | 6-7(6), 6-2, [10-8] |
| 10. | 25 de junio de 2016      | Eastbourne       | Hierba        | Darija Jurak        | Hao-Ching Chan Yung-Jan Chan           | 5-7, 7-6(4), [10-6] |
| 11. | 4 de marzo de 2017       | Acapulco         | Dura          | Darija Jurak        | Verónica Cepede Royg Mariana Duque     | 6-3, 6-2            |

#### Finalista (6)
| N.º | Fecha                 | Torneos      | Superficie    | Pareja           | Oponentes                             | Resultado           |
| --- | --------------------- | ------------ | ------------- | ---------------- | ------------------------------------- | ------------------- |
| 1.  | 28 de febrero de 2010 | Kuala Lumpur | Dura          | Arina Rodionova  | Yung-Jan Chan Jie Zheng               | 7-6(4), 2-6, [7-10] |
| 2.  | 22 de mayo de 2010    | Estrasburgo  | Tierra batida | Ala Kudriávtseva | Alizé Cornet Vania King               | 6-3, 4-6, [7-10]    |
| 3.  | 2 de febrero de 2014  | Pattaya City | Dura          | Ala Kudriávtseva | Shuai Peng Shuai Zhang                | 6-3, 6-7(5), [5-10] |
| 4.  | 8 de marzo de 2015    | Monterrey    | Dura          | Arina Rodionova  | Gabriela Dabrowski Alicja Rosolska    | 3-6, 6-2, [3-10]    |
| 5.  | 24 de julio de 2016   | Stanford     | Dura          | Darija Jurak     | Raquel Atawo Abigail Spears           | 3-6, 4-6            |
| 6.  | 26 de mayo de 2018    | Estrasburgo  | Tierra batida | Nadiia Kichenok  | Mihaela Buzărnescu Ioana Raluca Olaru | 5-7, 5-7            |

## Títulos WTA 125s (0; 0+0)

### Dobles (0)

#### Finalista (1)
| N.º | Fecha               | Torneos     | Superficie | Pareja               | Oponentes                           | Resultado |
| --- | ------------------- | ----------- | ---------- | -------------------- | ----------------------------------- | --------- |
| 1.  | 18 de marzo de 2016 | San Antonio | Dura       | Klaudia Jans-Ignacik | Anna-Lena Grönefeld Nicole Melichar | 6-1, 6-3  |